# Cybaeopsis tibialis
Cybaeopsis tibialis là một loài nhện trong họ Amaurobiidae.
Loài này thuộc chi Cybaeopsis. Cybaeopsis tibialis được James Henry Emerton miêu tả năm 1888.